# 東経18度線
東経18度線（とうけい18どせん）は、本初子午線面から東へ18度の角度を成す経線である。北極点から北極海、ヨーロッパ、地中海、アフリカ、大西洋、南極海、南極大陸を通過して南極点までを結ぶ。
東経18度線は、西経162度線と共に大円を形成する。

## 通過する地域一覧
東経18度線は、北極点から南極点まで南に向かって以下の場所を通っている。
| 地理座標                                             | 国土・領土・領海         | 備考                                                                      |
| ---------------------------------------------------- | ------------------------ | ------------------------------------------------------------------------- |
| 北緯90度0分 東経18度0分 / 北緯90.000度 東経18.000度  | 北極海                   |                                                                           |
| 北緯80度11分 東経18度0分 / 北緯80.183度 東経18.000度 | ノルウェー               | 北東島、スピッツベルゲン島（スヴァールバル諸島）                          |
| 北緯77度30分 東経18度0分 / 北緯77.500度 東経18.000度 | 大西洋                   | ノルウェー海                                                              |
| 北緯69度31分 東経18度0分 / 北緯69.517度 東経18.000度 | ノルウェー               | センヤ島、本土                                                            |
| 北緯68度4分 東経18度0分 / 北緯68.067度 東経18.000度  | スウェーデン             |                                                                           |
| 北緯62度34分 東経18度0分 / 北緯62.567度 東経18.000度 | バルト海                 | ボスニア湾                                                                |
| 北緯60度36分 東経18度0分 / 北緯60.600度 東経18.000度 | スウェーデン             | ストックホルム中心部のすぐ西を通過                                        |
| 北緯58度56分 東経18度0分 / 北緯58.933度 東経18.000度 | バルト海                 | ストーラ・カールスオ（英語版）とゴットランド島（ スウェーデン）の間を通過 |
| 北緯54度50分 東経18度0分 / 北緯54.833度 東経18.000度 | ポーランド               |                                                                           |
| 北緯50度1分 東経18度0分 / 北緯50.017度 東経18.000度  | チェコ                   |                                                                           |
| 北緯49度2分 東経18度0分 / 北緯49.033度 東経18.000度  | スロバキア               |                                                                           |
| 北緯47度44分 東経18度0分 / 北緯47.733度 東経18.000度 | ハンガリー               |                                                                           |
| 北緯45度48分 東経18度0分 / 北緯45.800度 東経18.000度 | クロアチア               |                                                                           |
| 北緯45度8分 東経18度0分 / 北緯45.133度 東経18.000度  | ボスニア・ヘルツェゴビナ |                                                                           |
| 北緯42度45分 東経18度0分 / 北緯42.750度 東経18.000度 | クロアチア               | 本土（約6km）、コロセップ島（英語版）。ドゥブロヴニクのすぐ西を通過       |
| 北緯42度40分 東経18度0分 / 北緯42.667度 東経18.000度 | 地中海                   | アドリア海                                                                |
| 北緯40度38分 東経18度0分 / 北緯40.633度 東経18.000度 | イタリア                 | プッリャ州                                                                |
| 北緯39度59分 東経18度0分 / 北緯39.983度 東経18.000度 | 地中海                   |                                                                           |
| 北緯30度50分 東経18度0分 / 北緯30.833度 東経18.000度 | リビア                   |                                                                           |
| 北緯22度31分 東経18度0分 / 北緯22.517度 東経18.000度 | チャド                   |                                                                           |
| 北緯7度59分 東経18度0分 / 北緯7.983度 東経18.000度   | 中央アフリカ             |                                                                           |
| 北緯3度34分 東経18度0分 / 北緯3.567度 東経18.000度   | コンゴ共和国             |                                                                           |
| 北緯1度23分 東経18度0分 / 北緯1.383度 東経18.000度   | コンゴ民主共和国         |                                                                           |
| 南緯8度6分 東経18度0分 / 南緯8.100度 東経18.000度    | アンゴラ                 |                                                                           |
| 南緯17度23分 東経18度0分 / 南緯17.383度 東経18.000度 | ナミビア                 |                                                                           |
| 南緯28度49分 東経18度0分 / 南緯28.817度 東経18.000度 | 南アフリカ共和国         | 北ケープ州 西ケープ州                                                     |
| 南緯31度28分 東経18度0分 / 南緯31.467度 東経18.000度 | 大西洋                   |                                                                           |
| 南緯32度44分 東経18度0分 / 南緯32.733度 東経18.000度 | 南アフリカ共和国         | 西ケープ州                                                                |
| 南緯33度8分 東経18度0分 / 南緯33.133度 東経18.000度  | 大西洋                   |                                                                           |
| 南緯60度0分 東経18度0分 / 南緯60.000度 東経18.000度  | 南極海                   |                                                                           |
| 南緯69度43分 東経18度0分 / 南緯69.717度 東経18.000度 | 南極大陸                 | ドローニング・モード・ランド（ ノルウェーが領有権を主張）                 |